# التغير المناخي بأوغندا

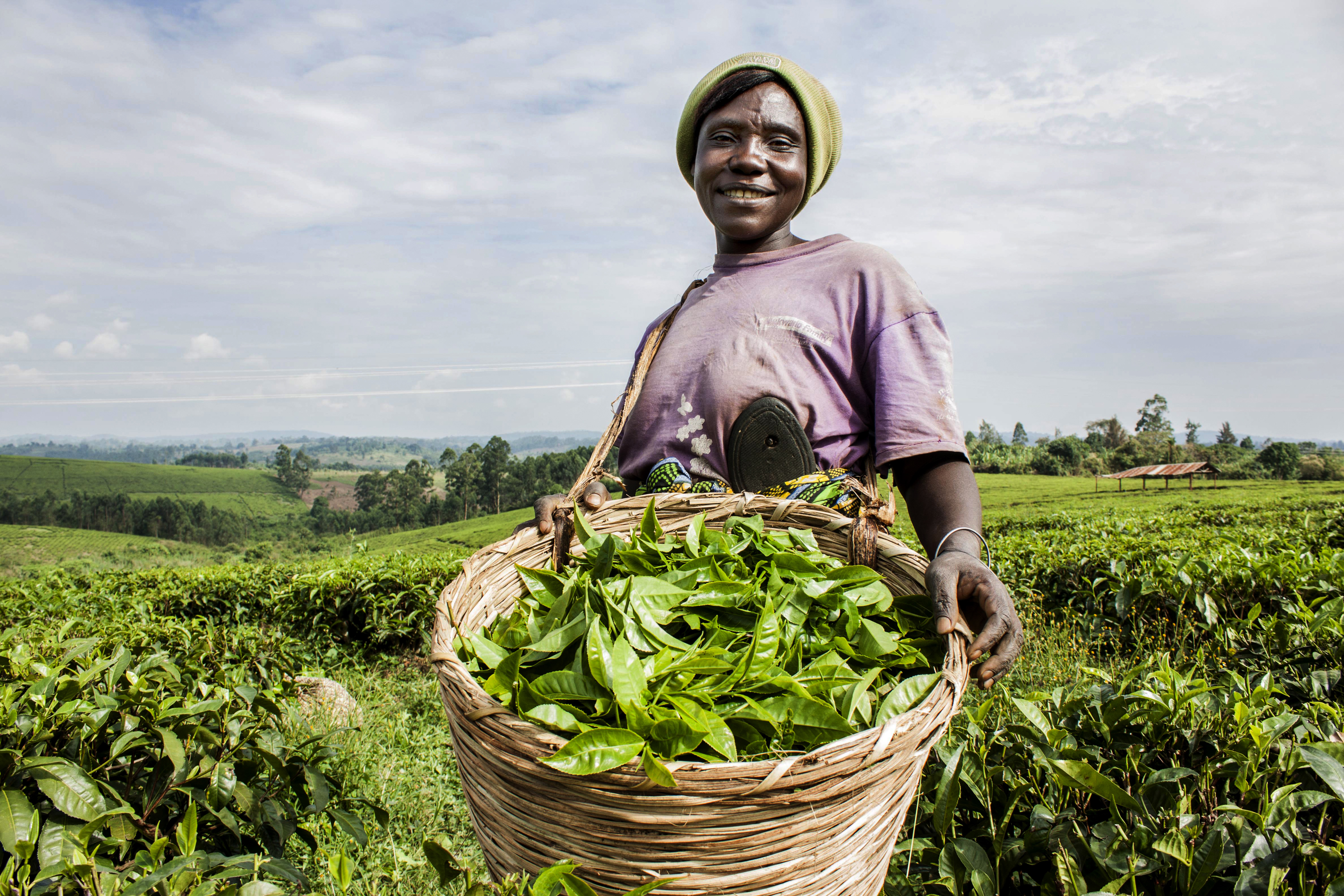
زراعة الشاي في أوغندا.

تتزايد على نحو ملحوظ حدة تأثيرات تغير المناخ في أوغندا، ما يؤثر سلبًا على حياة المواطنين والبيئة الطبيعية هناك. أدى تغير المناخ في ظهور تقلبات شديدة في الطقس كهطول الأمطار أو انتشار الجفاف بشكل غير متوقع وطويل الأمد. الجدير بالذكر أن مناخ أوغندا مناخ استوائي مع هطول الأمطار بشكل منتظم. نتج عن ذلك التغير المناخي حدوث تقلبات في المواسم، إذ أصبح موسم الأمطار أكثر تقلبًا في الطول، في حين أن الجفاف صار أكثر انتشارًا، خصوصًا بشرق وشمال شرق أوغندا. تهدد تلك التقلبات المناخية محاولات التنمية بتلك البلد الإفريقية خصوصًا مع هشاشة البيئة الطبيعية أمام تلك التقلبات.

## التأثير على البيئة

### تقلبات الطقس وارتفاع درجات الحرارة
ارتفع متوسط درجات الحرارة بأوغندا، منذ ستينيات القرن الماضي، بمقدار 1.3 درجة مئوية، فارتفعت درجة الحرارة العظمى بمقدار 0.6 إلى 0.9 درجة مئوية، في حين زادت درجة الحرارة الصغرى بمقدار 0.5 إلى 1.2 درجة مئوية. يعني ذلك أن متوسط درجات الحرارة يرتفع بمعدل 0.28 درجة مئوية لكل عقد من الزمن، كما أن معدل الأيام والليالي الحارة آخذه في الازدياد كل عام حسب ما بينته مؤشرات الأرصاد الجوية. يتسبب ارتفاع درجات الحرارة، بالإضافة إلى ذلك، في ذوبان الجليد على جبال رونزوري، ما أدى إلى ارتفاع مستمر في منسوب مياه أنهار نياموامبا، وموبوكو، ورويمي. أدى ذلك إلى حدوث فيضانات متكررة في منطقة رونزوري بالإضافة إلى تقلص الغطاء الجليدي من 6.5 كيلومتر مربع إلى أقل من 1 كيلومتر مربع ما بين عامي 1906-2003، ومن المحتمل أن يتلاشى تمامًا في الأعوام القادمة. تساهم حرائق الغابات كذلك في ذوبان الجليد مثلما حدث في عام 2012 ما أدى إلى فيضان النهر حول جبال رونزوري.
تسببت السيول حول جبل مهابورا، في يناير 2022، إلى تدمير المباني والطرق في قرى نياروسيزا، ومورامبا، وبوناجانا بضاحية كيسورو. تسببت تلك السيول، وفقًا للتقارير الرسمية، في وفاة تسعة أشخاص وتهجير الآلاف من بيوتهم.
وقعت انهيارات أرضية في منحدرات جبل إلغون، بضاحية بودودا، في 1 مارس 2010، أسفرت عن مقتل 50 شخصًا وتشريد الآلاف. وقع انهيار أرضي آخر بجبل إلغون، في عام 2018، أودى بحياة 28 شخصًا وتسبب في تشريد الآلاف من جديد. بلغ مجموع المشردين في الداخل، يوم 30 سبتمبر 2021، نحو 20,739 شخصًا. نجمت جميع الانهيارات الأرضية عن استمرار تساقط الأمطار على نحو غير معتاد لفترات طويلة.
تتعرض حياة المواطنين بضاحية كاسيسي لخطر مستمر بسبب حدوث فيضانات كل عام تقريبًا، ما أدى إلى تدمير المدارس والمنازل وتهجير العديد من المواطنين.
حدث، في الساعة الثامنة مساء يوم السبت 30 يوليو 2022، هطول غزير للأمطار، بمنطقة سيبي وجزء من منطقة تيسو، والذي استمر حتى الساعة السابعة من صباح اليوم التالي. تسبب هذا في فيضان نهري نابويونجا وناماتالا، ما تسبب في حدوث فيضانات وانهيارات أرضية بمنطقة مبالي، وكابسيندا، وكابشوروا. أدى ذلك إلى وفاة أكثر من 24 شخصًا في مبالي وحدها، وقد انتُشلت المزيد من الجثث يوم 2 أغسطس 2022. شملت المناطق المتضررة مدينة مبالي، ونابويونجا، ونكوما، وناماكويكوي، وناماتالا.